# Totonac-Tepehua-Sprachen
Totonac-Tepehua (auch Totonacan) ist eine indigene amerikanische Sprachfamilie in Zentralmexiko, die aus zwei Zweigen besteht.
Die beiden Zweige werden alternativ auch als zwei Einzelsprachen aufgefasst, doch da die verschiedenen Dialekte gegenseitig nicht immer verständlich sind, ist es besser, Tepehua und Totonakisch als zwei verwandte Zweige einer Sprachfamilie zu betrachten. Das Hochland-Totonakische ist mit ca. 120.000 Sprechern die sprecherreichste Varietät. 

## Varietäten
Totonakisch (engl. Totonac, span. Totonaco, abgel. vom Mexica-Wort: ‘Totonacapan’, Sprecher: 196.000, 9 Sprachen)
- Coyutla Totonac (Region: in den Bergausläufern nördlich der sog. ‘Sierra Totonaca’ und des Olintla River im Bundesstaat Puebla, größte Ähnlichkeit mit Hochland Totonac, Sprecher: 48.100)
  - Coyutla Totonac
  - Cerro Grande Totonac
- Filomena Mata-Coahuitlán Totonac (auch Santo Domingo Totonac, Region: im Hochland von Veracruz, größte Ähnlichkeit mit Nonacatlán Totonac, linguistisch eine Übergangsform zwischen Hochland Totonac und Nördlichem Totonac, sprechen auch Coyutla Totonac, Sprecher: 15.100)
- Hochland Totonac (auch Sierra Totonac, Region: rund um die Stadt Zacatlán in der Sierra Norte de Puebla im Norden von Puebla sowie in Veracruz, manche sprechen auch Nahuatl, Sprecher: 120.000)
- Papantla Totonac (auch Tiefland Totonac, Region: Veracruz, größte Ähnlichkeit mit Hochland Totonac, Sprecher: 80.000)
- Tecpatlán Totonac (Region: rund ums Dorf Tecpatlán und zwei Gemeinden nordwestlich entlang eines Nebenflusses des Necaxa River im Nordosten von Puebla, größte Ähnlichkeit mit Patla-Chicontla Totonac, viele sind bilingual mit Nahuatl, manche nutzen wahrscheinlich Nahuatl als Erstsprache, 20 % – 30 % sind monolingual, 70 % – 80 % nutzen Spanisch als Zweitsprache, Sprecher: 2.000)
- Patla-Chicontla Totonac (auch Upper Necaxa Totonac, Region: Necaxa River Valley sowie in den Städten Chicontla, Patla, Cacahuatlán und San Pedro Tlalontongo im Nordosten von Puebla, größte Ähnlichkeit mit Tecpatlan Totonac, 20 % – 30 % sind monolingual, 70 % – 80 % nutzen Spanisch als Zweitsprache, manche sprechen auch Nahuatl, Population: 5.800, Sprecher: 3.400)
- Ozumatlán Totonac (auch Xinulajgsipij tutunaku, Totonaco norte de Huauchinango, Region: rund um die Städte Ozumatlán, Tepetzintla, Tlapehuala, San Agustín im Norden von Puebla, größte Ähnlichkeit mit Hochland Totonac und Nördlichem Totonac, manche sprechen auch Spanisch, Sprecher: 1.800)
- Xicotepec de Juárez Totonac (auch Nördliches Totonac, Totonaco de Villa Juárez, Region: in 30 Dörfern rund um Xicotepec de Juárez in der Sierra Norte de Puebla im Nordosten von Puebla und in Veracruz, größte Ähnlichkeit mit Ozumatlán Totonac, 500 sind monolingual, ca. 200 sprechen zudem Tepehua, Nahuatl oder Otomi, Population: 13.733, Sprecher: 3.000)
  - Xicotepec de Juárez Totonac
  - Zihuateutla Totonac
- Yecuatla Totonac (auch Misantla Totonac oder Südöstliches Totonac, in Totonac: ‘Laakanaachiwíin’, Region: in kleinen Gemeinden zwischen den Städten Misantla und Xalapa in Zentral sowie Süd-Veracruz, ca. 300 Sprecher in Yecuatla, weitere Städte: San Marcos Atexquilapan, Landero y Coss und Chiconquiaco, Sprecher: 500)

Tepehua (abgeleitet aus dem Nahuatl: ‘tépetl’ - ‘Berg’ und ‘huan’ - ‘Besitz/Eigentum’, d. h. ‘Eigentümer/oder Bewohner der Berge’, 3 Sprachen)
- Pisaflores Tepehua (Region: rund um die Städte Pisaflores, Ixhuatlán de Madero sowie einer anderen Stadt in Veracruz, größte Ähnlichkeit mit Huehuetla Tepehua, manche sprechen auch Spanisch, Sprecher: 4.000)
- Huehuetla Tepehua (auch Tepehua de Hidalgo, Region: rund um Huehuetla im Nordosten Hidalgos, die Hälfte der Stadt Mecapalapa in Puebla, größte Ähnlichkeit mit Pisaflores Tepehua, Population: 3.000)
- Tlachichilco Tepehua (Region: rund um Tlachichilco in Veracruz, größte Ähnlichkeit mit Pisaflores Tepehua, manche sprechen auch Otomi (Hñähñü, engl. Aussprache: ‘Nyah-Nyoo’) oder Nahuatl, Sprecher: 3.000)

Die Grundwortstellung dieser Sprachen ist Subjekt-Verb-Objekt (SVO).

## Anmerkung
1. ↑  Tepehua ist nicht zu verwechseln mit der uto-aztekischen Sprache Tepehuan, die ebenfalls in Mexiko gesprochen wird.